# Fenny Bentley
Fenny Bentley – wieś i civil parish w Anglii, w Derbyshire, w dystrykcie Derbyshire Dales. W 2011 roku civil parish liczyła 183 mieszkańców. Fenny Bentley jest wspomniana w Domesday Book (1086) jako Benedlege. W 1271 roku miejscowość nazwano Fennibenetlegh.